# 280 Philia
Philia (asteroide 280) é um asteroide da cintura principal com um diâmetro de 45,69 quilómetros, a 2,6315472 UA. Possui uma excentricidade de 0,1060801 e um período orbital de 1 844,88 dias (5,05 anos).
Philia tem uma velocidade orbital média de 17,35947054 km/s e uma inclinação de 7,44584º.
Esse asteroide foi descoberto em 29 de Outubro de 1888 por Johann Palisa.